# Cidaria chloronotata
Cidaria chloronotata là một loài bướm đêm trong họ Geometridae.